# Hobson (Nevada)
Hobson é uma comunidade não incorporada e  cidade fantasma no condado de White Pine, estado de Nevada, nos Estados Unidos. Fica próxima de Ruby Valley. Localizada a uma alitude de 1.835 metros, está muito próxima do lugar de Fort Ruby, uma National Historic Landmark

## História
Fort Ruby, próxima de Hobson, foi fundada em 1862 para proteger o Overland Trail's importante conexão entre Califórnia e  os Estados Confederados da América.  Ficava localizada no lado leste ao  Overland Pass no Vale de Ruby